# Liliana Neto
Liliana Estefania Neto (* 29. Januar 1997 in Luanda) ist eine ehemalige angolanische Leichtathletin, der sich auf den Sprint spezialisiert hat.

## Sportliche Laufbahn
Erste Erfahrungen bei internationalen Meisterschaften sammelte Liliana Neto im Jahr 2016, als sie bei den U20-Weltmeisterschaften in Bydgoszcz mit 13,46 s in der ersten Runde im 100-Meter-Lauf ausschied. Anschließend nahm sie dank einer Wildcard an den Olympischen Sommerspielen in Rio de Janeiro teil und kam mit 13,68 s nicht über die Vorausscheidungsrunde aus. Daraufhin beendete sie ihre aktive sportliche Karriere als Leichtathletin.

## Persönliche Bestleistungen
- 100 Meter: 12,66 s (−1,4 m/s), 7. Juni 2014 in Lissabon
  - 60 Meter (Halle): 8,03 s, 9. Januar 2016 in Lissabon